# Горовиц, Исаия
Исаия бен-Авраам Горовиц (Горович; Isaiah ben Abraham Horowitz; ивр. ישעיה בן אברהם הלוי הורוויץ‎; родился в Праге около 1555 года, ум. в Сафеде, ныне Цфат, Израиль, ок. 1630 г.) — чешский раввин-каббалист и талмудист; автор популярного краткого изложения еврейской религии — «Шела» («Schelah»; של״ה; изд. 1621), и молитвенника с изложением каббалистических учений — «Scha’are ha-Schammajim» (изд. 1717).

## Биография
Его первым учителем был его отец, Авраам бен Шабтай Шефтель Горовиц, ученик Рава Моше Исерлиша (широко известного как Рема, הרמ"א), известный ученый и автор «Emek Berachah» — о бенедикциях. Ещё подростком Исаия последовал за отцом в Польшу, где изучал Талмуд. Женился на дочери богатого Авраама Мауля (Abraham Moul) и находился, по-видимому, всю свою жизнь в очень благоприятных материальных условиях, так что мог тратить значительную часть своего дохода на благотворительность и покупку книг. Вскоре он сделался одним из руководителей общинной жизни польских евреев. Уже в 1590 г. его подпись значится под принятым на Люблинской ярмарке постановлением, осуждающим приобретение раввинских должностей посредством подкупа.
Горовиц состоял раввином во многих общинах; его сын упоминает ο том, что он занимал должность раввина в Познани и Кракове; позднее найденные источники рассказывают, что Горович занимал должность раввина в Дубне (1600), Остроге, Волыни (1603), во Франкфурте-на-Майне (ок. 1606) и Праге (1614). Вероятно, что Франкфурт он покинул вследствие возникших там беспорядков в 1614 г. (ограбление и изгнание евреев, доминировавших в городе, по инициативе Винценца Феттмильха, «нового Гамана евреев»).
В 1621 г., после смерти жены, Горовиц переселился в Палестину. Согласно воззрениям каббалистов, неженатому человеку нельзя было жить в Палестине, и Горовиц женился вторично. Хотя разные палестинские общины предложили ему занять должность раввина, он предпочёл отправиться в Иерусалим, куда прибыл 19 ноября 1621 года. В 1625 году был, в числе 16 других евреев, захвачен воинами паши ибн-Фаруха для обычного на Востоке вымогательства: содержание в тюрьме вплоть до выкупа. После своего освобождения Горовиц поселился в Сафеде, где он и умер.

## Труды
Горовиц написал следующие произведения:
1. примечания к сочинению своего отца «Emek Berachah», о бенедикциях, Краков, 1597;
2. примечания к часто перепечатывавшемуся нравоучительному завещанию своего отца «Jesch Nochelin», Краков, 1597;
3. «Schene Luchoth ha-Berith» — известно под аббревиатурным названием «Schelah» (של״ה), издано его сыном Саббатаем Шефтелем, Амстердам, 1621 г.;
4. «Scha’are ha-Schammajim» молитвенник, изданный его правнуком Авраамом б.-Исаия Г., Амстердам, 1717;
5. примечания к календарю Мордехая бен-Гиллель, часть которого была напечатана вместе с «Emek Berachah», 1787.

Краткое изложение законов ο тефилине и примечания Горовица к Зогару сохранились в рукописи. В произведениях Горовица рассеяно много религиозных гимнов, но они — по мнения авторов ЕЭБЕ — лишены поэтического значения.

### «Шела» («Schelah»)
Из произведений Горовица наиболее популярным было «Schene Luchoth ha-Berith»; оно, как и его автор, стало известным под названием «Schelah ha-Kadosch» (святой Шела). Благочестивые евреи искали утешения и поучения в этой книге, которая много раз была перепечатана в сокращённой форме. Как указывает приведенное заглавие, автор хотел дать в этом произведении краткое изложение еврейской религии.
Его распределение на отделы не систематично, и путаница названий и подназваний делает его анализ затруднительным. Сочинение содержит в себе следующие части:
- раздел, носящий заглавие «Врата букв», заключает в себе компендиум религиозной этики, изложенный в алфавитном порядке;
- раздел, трактующий ο законах, относящихся к праздникам и начинающийся подотделом «Masseket Chullin», пространно трактующим ο законах, относящихся к цицит, тефилин, мезузе и т. д.; в этом разделе рекомендуется исполнение заповедей Торы и выдвигаются нравственные уроки, извлекаемые из их исполнения;
- раздел под заглавием «Tochachoth Mussar» трактует обрядовые галахи, придерживаясь порядка недельных отделов (סדרות) Пятикнижия и распространяясь ο мистическом и моральном смысле обрядов;
- раздел, имеющий некоторое научное значение, представляет очерк под заглавием «Torah schebe’al Peh», где излагаются принципы талмудических законов.

Горовиц верил в каждое находящееся в талмудической литературе слово; он, например, находил довод против галахического решения «Шулхан-Аруха» в талмудической легенде ο смерти Давида (137а; ср. 408а). Он очень строг во всём, что касалось ритуального закона. Книга содержит много возвышенных моральных тенденций. Многократно переиздавалась.

### «Scha’are ha-Schammajim»
Молитвенник Горовица полон чистых, религиозных мыслей, он представляет вместе с тем изложение каббалистических учений. «Утренняя молитва, — говорится, например, в этом молитвеннике, — есть обращение к божественной милости, так как увеличивающийся свет представляет собою благость Божию, а пополуденный убывающий свет знаменует собою грозное божественное правосудие. Авраам установил утреннюю молитву, потому что он был воплощением божественной благости, Исаак же установил послеобеденную молитву, потому что он был воплощением божественного могущества» (стр. 144а).
Горовиц цитирует своих непосредственных предшественников в каббалистической литературе, особенно де Видаса, Моисея Кордоверо и Исаака Лурию. Слава последнего, собственно, и привлекла Горовица в Палестину, где он ожидал найти его учеников и узнать некоторые из его эзотерических учений. Его собственные сочинения получили, однако, более широкое распространение, чем труды кого бы то ни было из учеников Исаака Лурии. Молитвенник Горовица оказал большое влияние на все последующие издания молитв.